# Mönchengladbach
Mönchengladbach (phát âm tiếng Đức: [mœnçn̩ˈɡlatbax] ⓘ) là một thành phố trong bang Nordrhein-Westfalen của nước Đức. Thành phố có diện tích km², dân số thời điểm cuối năm 2009 là 258.346 người. Thành phố này nằm ở phía tây sông Rhine, giữa Düsseldorf và biên giới với Hà Lan. Đây là quê hương của Nick Heidfeld và Heinz-Harald Frentzen, tác gia Walter Moers, nghệ sĩ Volker Pispers, và nhiếp ảnh gia Hans Jonas.